# Bornel
Bornel je francouzská obec v departementu Oise v regionu Hauts-de-France. V roce 2011 zde žilo 3 568 obyvatel.

## Sousední obce
Amblainville, Anserville, Arronville (Val-d'Oise), Belle-Église, Fosseuse, Fresnoy-en-Thelle, Frouville (Val-d'Oise), Hédouville (Val-d'Oise), Puiseux-le-Hauberger

## Vývoj počtu obyvatel
Počet obyvatel 